# ラテン系アメリカ人
ラテン系アメリカ人（ラテンけいアメリカじん）は、ラテン語を起源とする言語（スペイン語・ポルトガル語・フランス語・イタリア語・ロマンス語・ルーマニア語・ロマンシュ語）を第一言語とする地域からの移住者やその子孫で、アメリカ合衆国に在住する人々のことである。ラティーノとも言う。

## ラティーノ
従来、アメリカ社会では、中南米からの移住者はスペイン語話者が多いことから「ヒスパニック」と呼ばれていたが、近年は「ラティーノ」とも称される。
ただし、ヒスパニックが「スペイン語圏出身者」（狭義ではメキシコ出身）を指すのに対し、ラティーノはスペイン語圏に限らずブラジルなど非スペイン語圏出身者も含み、ラテンアメリカ全域の出身者を指す。
たとえば、ハイチ（フランス語圏）やブラジル（ポルトガル語圏）出身者は、ラティーノではあってもヒスパニックではない。